# Gonzalo Soto
Club Atlético Colón
Gonzalo Manuel Soto (La Plata, Provincia de Buenos Aires, Argentina, 3 de abril de 1990) es un futbolista argentino. Juega de defensa central, y su actual club es Nueva Chicago de la Primera Nacional de Argentina.

## Trayectoria
Gonzalo Soto llegó a Gimnasia y Esgrima La Plata en el año 2000 y desde ese momento, realizó todas las divisiones inferiores en dicho club. En el año 2002 se consagró campeón del torneo de AFA con la prenovena. También obtuvo el Título Panamericano disputado en Mar del Plata con la Séptima División. Gonzalo debutó en la primera división argentina el 15 de mayo de 2010, en el partido que Gimnasia empató frente a Atlético Tucumán por 3-3.
El 28 de mayo de 2013 logró el ascenso a la Primera División de Argentina con Gimnasia y Esgrima La Plata, sin embargo en junio se sumó a préstamo a Villa San Carlos, reciente ascendido a la Primera B Nacional.

### Universitario de Deportes
El 3 de febrero de 2014 se anunció su incorporación a las filas de Universitario de Deportes, actual campeón de la Primera División del Perú. Fue pedido por Ángel Comizzo, sin embargo, luego de su salida y con la llegada de José Guillermo Del Solar. Rescindio su vínculo con el Club junto a su compatriota Sebastian Luna. Jugó al lado de José Carvallo, Edison Flores y Raúl Ruidíaz. 

### Otros equipos
En el 2015 se incorporó al PKNS F.C. de la Malaysia Super League, donde convirtió 7 goles siendo el segundo goleador del equipo y el máximo anotador defensor del torneo. En 2016 luego de extender su vínculo con PKNS F.C., y como nuevo capitán del equipo, consiguió ser finalista de la FA CUP y obtener la segunda posición en la liga renovando así una vez más su vínculo al club asiático para la temporada 2017.
Luego de 86 partidos y 14 goles convertidos en el fútbol asiático, en 2018, Gonzalo retornó al fútbol sudamericano, esta vez para representar al Técnico Universitario de la Serie A de Ecuador.
Luego de 5 años, Gonzalo retornó a su país natal para jugar para Chacarita Juniors.
En 2024 se incorporó a Aldosivi de Mar del Plata que transitaba la Primera B Nacional. El 3 de noviembre de 2024, integrando el plantel de Aldosivi, logra el ascenso a la Primera División de Argentina.
El 30 de diciembre de 2024, Soto se incorporó a Nueva Chicago, que tiene como objetivo volver a repetir su hazaña de lograr al ascenso a Primera.

## Clubes
| Club                        | País      | Año       |
| --------------------------- | --------- | --------- |
| Gimnasia y Esgrima La Plata | Argentina | 2010-2013 |
| Villa San Carlos            | Argentina | 2013      |
| Universitario de Deportes   | Perú      | 2014      |
| PKNS F.C.                   | Malasia   | 2015-2017 |
| Técnico Universitario       | Ecuador   | 2017-2018 |
| Chacarita Juniors           | Argentina | 2018-2019 |
| AC Bellinzona               | Suiza     | 2019-2022 |
| Sarawak FA                  | Malasia   | 2022      |
| Mitre (SdE)                 | Argentina | 2023      |
| Aldosivi                    | Argentina | 2024      |
| Nueva Chicago               | Argentina | 2025-Act. |

## Palmarés

### Torneos locales
| Título           | Club     | País      | Año  |
| ---------------- | -------- | --------- | ---- |
| Primera Nacional | Aldosivi | Argentina | 2024 |